# Triumph TR7
Der Triumph TR7 (1980 bis 1981:Triumph TR8) ist ein  von September 1975 bis Oktober 1981 produzierter Sportwagen mit Coupé- beziehungsweise Roadster-Karosserie des englischen Autoherstellers Triumph. In sechs Produktionsjahren wurden 112.368 Exemplare  gebaut. 1980 kam noch die US-Version Triumph TR8 mit einem Achtzylindermotor hinzu.

## TR7 (1975–1980)

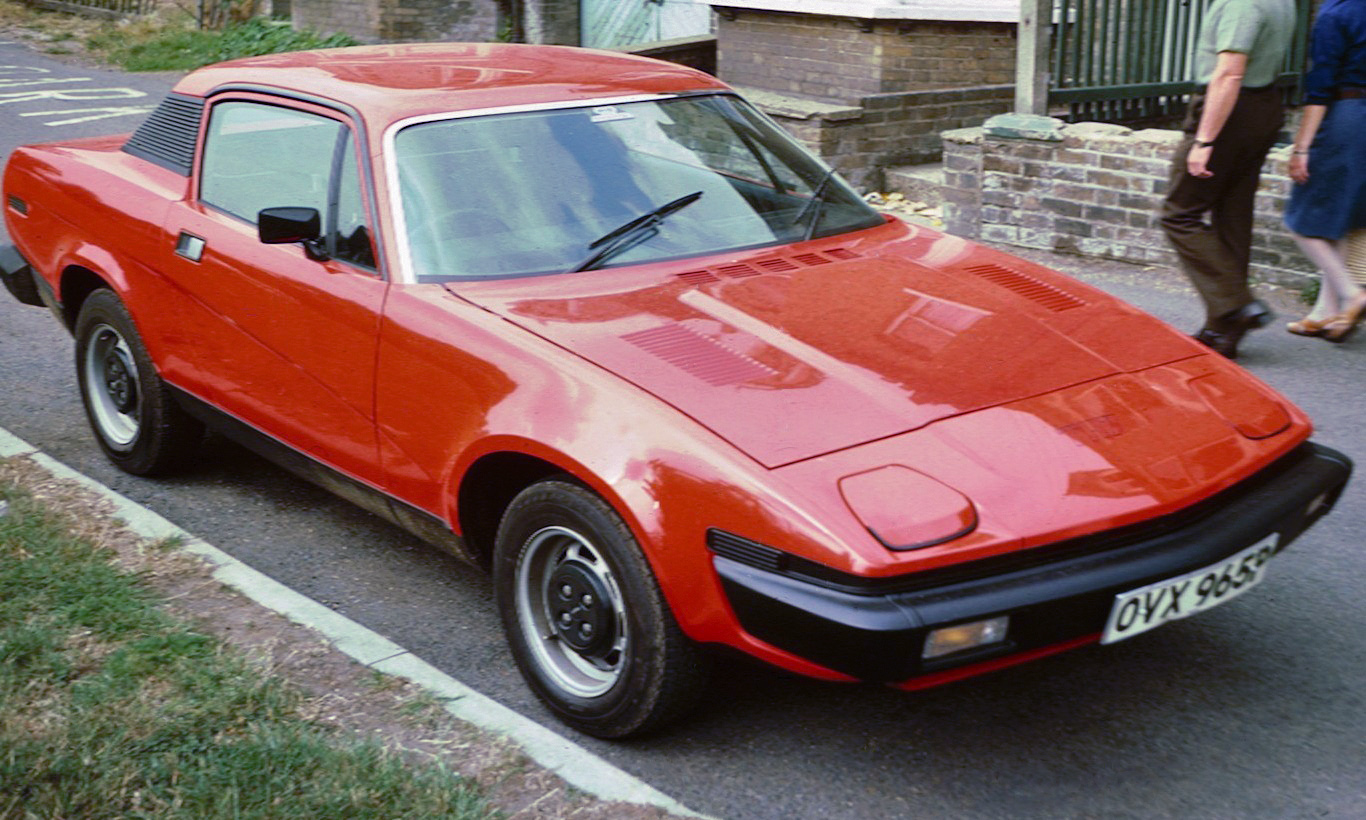
Am Anfang war der TR7 nur als Coupé verfügbar

Der Triumph TR7 wurde im Herbst 1975 in den USA vorgestellt. Aufgrund der dortigen neuen Sicherheitsbestimmungen auf dem Hauptabsatzmarkt wurde die Karosserie von Harris Mann völlig überarbeitet und unterschied sich durch ihre selbsttragende Bauweise deutlich von den Vorgängermodellen Triumph TR6.  Dieser Traditionsbruch war bei den Kunden umstritten, zumal der TR7 zunächst wegen des in den USA diskutierten Cabrioletverbotes als Coupé angeboten wurde. Erst ab 1979 wurde auch eine Cabrio-Version angeboten. Trotz seiner kontrovers diskutierten Keilform verkaufte sich der TR7 bis zur Produktionseinstellung im Oktober 1981 über 112.000 Mal, davon waren etwa 28.000 Cabrios. Dies war für Triumph die bisher größte Anzahl an produzierten Exemplaren bei einer Modellreihe. Der TR7 trug damals und heute auch den Namen „The Wedge“ = „Der Keil“ und wird von vielen Clubs gepflegt und ist besonders in Großbritannien, in dem Land, wo er gebaut wurde, heute sehr beliebt als RH-Variante (Rechtslenker).
Die europäische Version des TR7 wurde durch den auf 2 Liter aufgebohrten Vierzylinder-Reihenmotor aus dem Triumph Dolomite mit SU-Doppelvergasern angetrieben. Er leistete 106 PS (78 kW), die anfangs über ein Viergang-Schaltgetriebe und ab 1977 über ein Fünfgang-Schaltgetriebe übertragen wurden. Die Höchstgeschwindigkeit betrug 177 km/h. Aufgrund der Abgasbestimmungen in den USA besaßen die dort verkauften Modelle einen auf 90 PS gedrosselten Motor mit Stromberg-Doppelvergasern. Die Vorderräder des TR7 wurden mittels Scheibenbremsen, die Hinterräder mittels Trommelbremsen gebremst.
Optional war der TR7 in den USA auch mit einem BorgWarner-Automatikgetriebe erhältlich.
Ursprünglich beabsichtigte Triumph, auf Basis der TR7-Plattform verschiedene Modell- und Motorvarianten (u. a. ein viersitziges Coupé und eine Kombiversion, eine Motorvariante mit dem 127 PS Dolomite Sprint Motor) anzubieten. Diese Pläne wurden jedoch auf Grund der Arbeitskämpfe in der britischen Automobilindustrie von Ende 1977 bis Anfang 1978 verschoben und wurden danach aus wirtschaftlichen Gründen bis zur Produktionseinstellung nicht mehr umgesetzt. Lediglich die 8-Zylinder-Modellvariante, der TR8 (siehe unten), kam auf den US-Markt. Etwa 60 Vorserien-Coupés mit dem 127 PS starken Dolomite Sprint-Motor kamen 1977 und 1978 über britische Händler zu den Kunden. Diese rare und nie offiziell angebotene Modellvariante ist heute bei Sammlern besonders gefragt.
Aufgrund der Streiksituation 1977/1978 sowie aus Rationalisierungsgründen wurde der TR7 in den drei verschiedenen Fabriken in Speke, Canley und Solihull gebaut.
Modifizierte TR7 Coupés waren zwischen 1977 und 1980 bei zahlreichen Rallye-Veranstaltungen zu sehen. Einer der bekanntesten Fahrer war Tony Pond.
Ebenso gab es auch in USA und Kanada sehr erfolgreiche Motorsporteinsätze des TR8. In der TransAm und IMSA-Meisterschaft wurden zwei TR8 des Teams Group 44 durch Bob Tullius eingesetzt. Für den kanadischen Markt bestritt ein kanadischer TR8 die IMSA-Rennen in Mosport und diverse Läufe bei lokalen Meisterschaften. Die drei IMSA-Rennwagen wurden von Group 44 entworfen, wobei die Nummer 43 und 44 in Virginia im Werk des Teams aufgebaut wurden, das kanadische Auto mit der Nummer 42 wurde, mittels zugelieferter Teile von Group 44, in Kanada aufgebaut.
Das Auto mit der Nummer 44 war das erfolgreichste der drei Rennwagen.
Ein Jahr nach Einstellung der Produktion bemühten sich die Konkursverwalter der DeLorean Motor Company darum, die Rechte am TR7 und die Produktionsanlagen von British Leyland zu übernehmen. Der TR7 sollte, optisch geringfügig verändert, in den Werkshallen in Dunmurry hergestellt und als DeLorean verkauft werden, um so zur Auslastung von DeLoreans Werk beizutragen. Das Leyland-Management war nach Maßgabe britischer Presseberichte zu diesem Schritt bereit; das Projekt scheiterte allerdings im Herbst 1982, als John Z. DeLorean verhaftet wurde. Im Jahr 2000 verkauft BMW auf Druck seiner Aktionäre die Rover Group für einen symbolischen Preis. Land Rover geht an Ford, Mini bleibt bei BMW, ebenso die nicht genutzten Marken Austin, Morris, Wolseley, Standard, Riley und Triumph. Somit obliegt es BMW, ob irgendwann noch ein „Triumph“ gebaut wird.
Laut Kraftfahrt-Bundesamt waren am 1. Januar 2010 in Deutschland noch 128 TR7 und TR8 zugelassen. Ab 2018–2019 bekommt man in Deutschland keine zuverlässige Statistik über Zulassungszahlen in Deutschland mehr. Das Kraftfahrt-Bundesamt erteilt die Sammel-Typschlüsselnummer 000 bei solchen Fahrzeugen, die nicht zu einem Typ gehören, der nach Allgemeiner Betriebserlaubnis genehmigt wurde. Solche Fahrzeugtypen werden nach einer Einzelbegutachtung nach § 21 Straßenverkehrs-Zulassungs-Ordnung (StVZO) zum Verkehr zugelassen und gelten als „ungetypt“. Aus diesem Grund ist eine Übermittlung des Bestandes nicht möglich.

## TR8 (1980–1981)
Der Triumph TR8 war ein zwischen 1980 und 1981 produzierter Roadster des englischen Autoherstellers Triumph. Bis zu seiner Einstellung wurden 2.722 Exemplare gebaut. Eine andere Quelle geht von 2.743 Fahrzeugen aus. Das Modell wurde speziell für die USA entwickelt und auch dort angeboten. Die Verkaufszahlen entwickelten sich jedoch so rückläufig, dass sich British Leyland 1981 aus dem US-Geschäft zurückzog und die Produktion einstellte.
Das Design entsprach dem TR7, der zeitgleich gebaut wurde. Gegenüber dem TR7, der einen Vierzylindermotor hatte, erhielt der TR8 einen Achtzylindermotor, der von Rover produziert wurde. Dieser leichte 3,5-Liter-Aluminiummotor, den Rover von GM übernahm, wurde bereits beim Rover P5/6, dem MGB GT und dem Morgan Plus8 (noch bis 2007) verwendet. Im TR8 wurde zunächst eine Vergaser-Version des Motors verbaut. Im Modelljahr 1981 (in Kalifornien schon 1980) wurde auf Einspritzung (Bosch L-Jetronic) umgestellt, was eine leichte Leistungssteigerung zur Folge hatte; hiermit wurden ca. 800 Fahrzeuge produziert. Darüber hinaus wurden beim TR8 die Bremsen verbessert; die Batterie wurde aus Platzgründen vom Motorraum in den Kofferraum versetzt.
In den USA wurde der TR8 für etwa 11.150 $ verkauft. Trotz des günstigen Preises verkaufte er sich nur knapp 2800 Mal. Bereits 1978 wurden 400 Vorserienmodelle als Coupé-Versionen auf den US-Markt eingeführt.